# Serbia en los Juegos Europeos de Bakú 2015
Serbia participó en los Juegos Europeos de Bakú 2015 con una delegación de 133 deportistas. Responsable del equipo nacional fue el Comité Olímpico de Serbia, así como las federaciones deportivas nacionales de cada deporte con participación.
La portadora de la bandera en la ceremonia de apertura fue la yudoca Milica Mandić.

## Medallistas
El equipo de Serbia obtuvo las siguientes medallas:
| Nombre                                                        | Deporte            | Competición     |
| ------------------------------------------------------------- | ------------------ | --------------- |
| Oro                                                           |                    |                 |
| Nebojša Grujić Marko Novaković                                | Piragüismo         | K2 200 m M      |
| Milica Starović Dalma Ružičić-Benedek                         | Piragüismo         | K2 500 m F      |
| Ivana Jandrić                                                 | Sambo              | –68 kg F        |
| Andrea Arsović                                                | Tiro               | Rifle 10 m F    |
| Zorana Arunović                                               | Tiro               | Pistola 10 m F  |
| Damir Mikec                                                   | Tiro               | Pistola 10 m M  |
| Damir Mikec                                                   | Tiro               | Pistola 50 m M  |
| Equipo                                                        | Waterpolo          | Torneo M        |
| Plata                                                         |                    |                 |
| Viktor Nemeš                                                  | Lucha grecorromana | 75 kg M         |
| Nikolina Moldovan Olivera Moldovan                            | Piragüismo         | K2 200 m F      |
| Tijana Bogdanović                                             | Taekwondo          | –49 kg F        |
| Milica Mandić                                                 | Taekwondo          | +67 kg F        |
| Bronce                                                        |                    |                 |
| Dejan Majstorović Dušan Domović-Bulut Marko Ždero Marko Savić | Baloncesto 3x3     | Torneo M        |
| Anja Crevar                                                   | Natación           | 400 m estilos F |
| Marko Dragosavljević                                          | Piragüismo         | K1 200 m M      |
| Equipo                                                        | Voleibol           | Torneo F        |